# Pitcairnia cassapensis
Pitcairnia cassapensis är en gräsväxtart som beskrevs av Carl Christian Mez. Pitcairnia cassapensis ingår i släktet Pitcairnia och familjen Bromeliaceae.
Artens utbredningsområde är Peru. Inga underarter finns listade i Catalogue of Life.